# El Soldadito Pepe
El Soldadito Pepe va ser una sèrie de còmic d'humor desenvolupat per José Sanchis a partir de 1948, majorment per a la revista "Jaimito" de l'Editorial Valenciana, així com el seu primer personatge fix.

## Trajectòria editorial
El Soldadito Pepe es va publicar per primera vegada en el calendari del Taco Myrga el 1948 i posteriorment va començar a aparèixer a la revista "Jaimito". Va ser el mateix director de la revista, José Soriano Izquierdo, qui poc després la va admetre com a sèrie fixa, destinant-li generalment la contraportada. Amb els anys, Sanchis va començar a desenvolupar aventures de més d'una pàgina, com ja havia fet a Pumby.

## Argument
L'humor de la sèrie se sustenta en els conflictes entre el soldadito Pepe i el seu Cap, però sense la virulència que podia ser característica de l'escola Bruguera. Tot transcorre a més en un món de ficció d'ambientació vuitcentista on la guerra que la seva nació manté contra els napolandenses es presenta com un joc i és parodiada a la manera dels acudits coetanis de l'humorista Miguel Gila.

## Valoració
En opinió de l'investigador Juan Antonio Ramírez, El Soldadito Pepe va ser, malgrat les imposicions industrials, una sèrie infantil de qualitat fins que als anys setanta va començar a patir la influència de l'estil de l'anomenada Escola Bruguera. El personatge de Pumby sempre va tenir una major qualitat, i permetia al seu autor desplegar tota la seva fantasia.